# Lhok Kruet
Lhok Kruet is een bestuurslaag in het regentschap Aceh Jaya van de provincie Atjeh, Indonesië. Lhok Kruet telt 460 inwoners (volkstelling 2010).